# Itrotantalita-(Y)
L'itrotantalita-(Y) és un mineral de la classe dels òxids, que pertany al grup de la samarskita. Rep el nom de la seva composició química, que conté itri, i de la seva similitud amb la tantalita.

## Característiques
L'itrotantalita-(Y) és un òxid de fórmula química (Y,Ca,U⁴⁺,Fe²⁺)₂(Ta,Nb)₂O₈. Cristal·litza en el sistema ortoròmbic. La seva duresa a l'escala de Mohs es troba entre 5 i 5,5.
Segons la classificació de Nickel-Strunz, l'itrotantalita-(Y) pertany a «04.DG: Òxids i hidròxids amb proporció Metall:Oxigen = 1:2 i similars, amb cations grans (+- mida mitjana); cadenes que comparteixen costats d'octàedres» juntament amb els següents minerals: euxenita-(Y), fersmita, kobeïta-(Y), loranskita-(Y), policrasa-(Y), tanteuxenita-(Y), uranopolicrasa, itrocrasita-(Y), β-Fergusonita-(Y), β-fergusonita-(Nd), β-fergusonita-(Ce), foordita, thoreaulita i raspita.

## Formació i jaciments
Va ser descoberta a Ytterby, un poble a l'illa de Resarö, que es troba a la província d'Uppland, a Suècia.